# Lithobius brandensis
Lithobius brandensis är en mångfotingart som beskrevs av Karl Wilhelm Verhoeff 1943. Lithobius brandensis ingår i släktet Lithobius och familjen stenkrypare. Inga underarter finns listade i Catalogue of Life.